# Heather Douglas
Pour les articles homonymes, voir Douglas.
Heather Douglas (née le 21 mars 1969) est une philosophe des sciences surtout connue pour ses travaux sur le rôle des valeurs en science et les interactions entre sciences et politique. Elle est notamment l'auteur de Science, Policy and the Value-Free Ideal (2009), un ouvrage notable sur la manière dont les valeurs influencent et devraient influencer la science dans le contexte de la politique.

## Vie et carrière
Heather Douglas obtient son doctorat en histoire et philosophie des sciences (HPS) à l'Université de Pittsburgh en 1998. Elle enseigne à l'Université de Puget Sound de 1998 à 2004 en tant qu'assistant professor de Sciences et d'éthique puis à l'l'Université du Tennessee de 2004 à 2011, où elle devient professeure associée/agrégée (associate professor) en 2008. En 2012, Douglas est titularisée à la chaire Waterloo de Science et société de l'Université de Waterloo. Elle a également été professeure à la Balsillie School of International Affairs jusqu'en 2018. Elle enseigne depuis 2018 à l'université d'État du Michigan.
Heather Douglas est membre du SRPoiSE (Consortium pour une philosophie socialement pertinente des sciences et de l'ingénierie) et de l’Institute for Science, Society and Policy de l'Université d'Ottawa,. Elle est désignée en 2016 membre honoraire de l'American Association for the Advancement of Science pour « contributions remarquables à la philosophie des sciences, en particulier l'analyse de la politique des sciences, de la science dans une société démocratique et des valeurs en science. ».
En 2023, son article « Inductive Risk and Values in Science » est considéré comme l'un des plus influents de la revue Philosophy of science et intégré à un numéro spécial de celle-ci pour son 90e anniversaire.

## Publications

### Chapitres et ouvrages
- (en) « Bullshit at the Interface of Science and Policy: Global Warming, Toxic Substances, and Other Pesky Problems », dans Gary L. Hardcastle (éd.), George A. Reisch (éd.), Bullshit and Philosophy: Guaranteed to Get Perfect Results Every Time, Open Court Publishing, 2006 (ISBN 9780812696110, lire en ligne)
- (en) « Rejecting the Ideal of Value-Free Science », dans Harold Kincaid (ed.), John Dupré (ed.), Alison Wylie (ed.), Value-Free Science: Ideal or Illusion, Oxford University Press, 2007 (ISBN 978-0-19-530896-9, lire en ligne), p. 120-139
- (en) Science, policy and the value-free ideal, Pittsburgh, Pennsylvania, University of Pittsburgh Press, 2009, 210 p. (ISBN 978-0-8229-6026-3, présentation en ligne)
- (en) Science, Values, and Democracy : The 2016 Descartes Lectures  (préf. Peter Gluckman, Ted Richards (ed.)), Consortium for Science, Policy & Outcomes - Arizona State University, coll. « The Rightful Place of Science », 2021 (ISBN 9780999587799, lire en ligne)

### Sélection d'articles
- (en) « Inductive risk and values in science », Philosophy of Science, vol. 67, no 4,‎ 2000, p. 559-579 (JSTOR 188707)
- (en) « The irreducible complexity of objectivity », Synthese, vol. 138, no 3,‎ 2004, p. 453-473 (DOI 10.1023/B:SYNT.0000016451.18182.91, lire en ligne)